# 黄花风吹箫
黄花风吹箫（学名：Leycesteria crocothyrsos）是忍冬科鬼吹箫属的植物。分布于中国大陆的西藏等地，生长于海拔1,800米的地区，一般生于山坡灌丛中，目前尚未由人工引种栽培。